# Regina Schulz

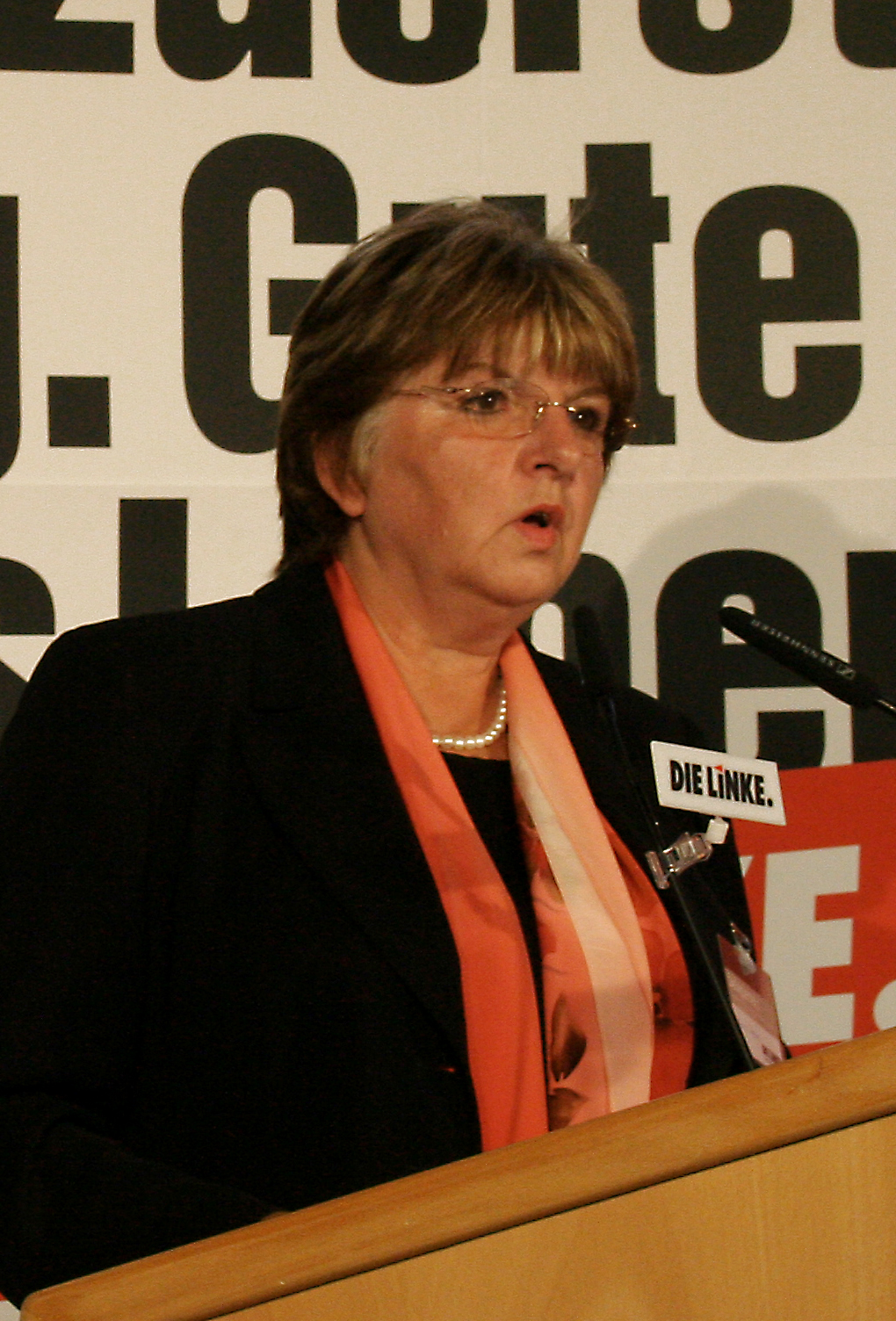
Regina Schulz, 2009

 Regina Schulz (* 26. September 1948 in Kahla) ist eine deutsche Politikerin. Sie ist Mitglied der Partei Die Linke. Von 1994 bis 2009 war sie Abgeordnete im Sächsischen Landtag. 

## Leben
Schulz beendete ihre schulische Laufbahn mit einer Berufsausbildung mit Abitur (zur Maurerin). Sie studierte Berufspädagogik für Bauwesen an der TU Dresden und schloss dieses 1971 als Diplomingenieurpädagogin (Dipl.-Ing.-Päd.) ab. Danach war sie bis 1984 und von 1990 bis 1991 als Fachlehrerin für Bauwesen tätig. In den Jahren 1984 bis 1990 war Schulz politische Mitarbeiterin der SED-Kreisleitung. 
Nach der Wiedervereinigung war sie von 1991 bis 1992 arbeitslos und machte in dieser Zeit Weiterbildungen. Danach war sie 1992/93 als technische Angestellte und 1993/94 als Dozentin für Bauberufe in der Aus- und Weiterbildung tätig.
Schulz ist verheiratet und hat ein Kind.

## Politik
Von 1967 bis 1989 war Schulz Mitglied der SED und setzte ihre politische Arbeit in der 1990 in PDS umbenannten Partei fort. Sie war mehrere Jahre stellvertretende bzw. Vorsitzende des PDS-Kreisverbandes Kamenz. Von 1990 bis 1995 war sie Mitglied im Kreistag des Landkreises Kamenz, seit 2004 ist sie Kreisrätin. 
Bei der Landtagswahl in Sachsen 1994 wurde Schulz über die PDS-Landesliste ins Parlament gewählt. Dort bekleidete sie das Amt der Stellvertretenden Präsidentin des Landtags. Innerhalb des Landtages war sie Mitglied im Petitionsausschuss und stellvertretendes Mitglied der Ausschüsse Schule und Sport und Wirtschaft, Arbeit und Verkehr. Bei der Landtagswahl 2009 trat sie nicht wieder als Kandidatin an und schied folglich im September 2009 aus dem Landtag aus. 
Bei den Kommunalwahlen am 8. Juni 2008 trat Regina Schulz als Landratskandidatin für den infolge der sächsischen Kreisgebietsreform neu zu bildenden Landkreis Bautzen an. Sie erreichte 17,0 % der Stimmen und war damit die Zweitplatzierte hinter Michael Harig (CDU, 51,6 %) und vor Henry Nitzsche (Bündnis AFV, 13,2 %).